# Arcte albimixta
Arcte albimixta är en fjärilsart som beskrevs av W. Warren 1912. Arcte albimixta ingår i släktet Arcte och familjen nattflyn. Inga underarter finns listade i Catalogue of Life.